# 羽叶阿里山鼠尾草
羽叶阿里山鼠尾草（学名：Salvia hayatae var. pinnata）为唇形科紫堇属下的一个变种。

## 扩展阅读
- 維基物種上的相關：羽叶阿里山鼠尾草